# Перельман, Григорий Яковлевич
Григо́рий Я́ковлевич Перельма́н (13 июня 1966) — российский математик, доказавший гипотезу Пуанкаре, которая была нерешённой проблемой около века, а в настоящий момент это единственная решённая математическая проблема из семи задач тысячелетия.

## Биография
Родился 13 июня 1966 года в Ленинграде в еврейской семье. Отец Яков Наумович Перельман был инженером-электриком, в 1993 году эмигрировал в Израиль. Мать, Любовь Лейбовна Штейнгольц, осталась в Санкт-Петербурге, работала учителем математики в ПТУ. У Григория Перельмана есть младшая сестра Елена (род. 1976), также математик, выпускница Санкт-Петербургского университета (1998), в 2003 году защитившая диссертацию (PhD) в Институте Вейцмана в Реховоте; с 2007 года работает программистом в Стокгольме.
Среднее образование начал получать в шесть лет. По 8 класс посещал учебные заведения на южной окраине Ленинграда; неизменно демонстрировал отличную успеваемость. Родители привили ему интерес к математике, мать приобщила к классической музыке (Григорий, как и мать, играет на скрипке). После 8 класса перевёлся в 239-ю физико-математическую школу, где, несмотря на очень высокие по сравнению с рядовыми школами требования, был образцовым учащимся. Золотую медаль по окончании школы не получил только из-за физкультуры, не сдав нормы ГТО. В школьные годы увлекался шахматами и настольным теннисом.
С 5 класса Перельман во внеурочное время занимался в математическом центре при Дворце пионеров под руководством Сергея Рукшина, чьи ученики завоевали множество наград на математических олимпиадах. В 1982 году в составе команды советских школьников был удостоен золотой медали на Международной математической олимпиаде в Будапеште, получив максимально возможную сумму баллов за безукоризненное решение всех задач.
В том же 1982 году был принят на математико-механический факультет Ленинградского государственного университета (ЛГУ). В связи с победой на олимпиаде в Венгрии его зачислили без экзаменов, что обезопасило от возможной в то время дискриминации по национальному признаку. При этом поступление в вуз в 16 лет, вместо стандартного возраста 17, помогло Григорию не попасть под массовый призыв студентов в армию середины-конца 1980-х, поскольку к моменту снятия «брони» в ЛГУ он уже являлся старшекурсником, а призыву подлежали обычно студенты 1-2 курсов. В университетские годы Перельман учился на «отлично», побеждал на факультетских, городских и всесоюзных студенческих математических олимпиадах. За успехи получал повышенную Ленинскую стипендию.
Окончив ЛГУ с отличием в 1987 году, поступил в аспирантуру (научный руководитель — А. Д. Александров) при Ленинградском отделении Математического института им. В. А. Стеклова АН СССР (ЛОМИ — до 1992 г., затем — ПОМИ). После защиты в 1990 году кандидатской диссертации на тему «Седловые поверхности в евклидовых пространствах» остался работать в институте старшим научным сотрудником.
В начале 1990-х годов приехал в США, где работал в разных университетах (Курантовском институте математических наук, Университете штата Нью-Йорк в Стони-Бруке и Калифорнийском университете в Беркли). Вызывал удивление коллег аскетичностью и отсутствием внимания к бытовым проблемам. Перельман не принял предложения о дальнейшей работе от нескольких американских университетов, и в 1995 году (по некоторым данным в 1996) вернулся в Санкт-Петербург, продолжив работать в ПОМИ и в одиночку трудиться над доказательством гипотезы Пуанкаре.
В 2002—2003 годах опубликовал в Интернете (на сайте arXiv.org) три свои знаменитые статьи, в которых кратко изложил оригинальный метод доказательства гипотезы Пуанкаре:
- Формула энтропии для потока Риччи и её геометрические приложения. (англ. The entropy formula for the Ricci flow and its geometric applications)[27]
- Поток Риччи с хирургией на трёхмерных многообразиях. (англ. Ricci flow with surgery on three-manifolds)[28]
- Конечное время затухания для решений потока Риччи на некоторых трёхмерных многообразиях. (англ. Finite extinction time for the solutions to the Ricci flow on certain three-manifolds)[29]

Появление в Интернете первой статьи Перельмана о формуле энтропии для потока Риччи вызвало немедленную международную сенсацию в научных кругах. В 2003 году Григорий Перельман принял приглашение посетить ряд американских университетов, где он сделал серию докладов о своей работе по доказательству гипотезы Пуанкаре. В Америке Перельман потратил много времени, объясняя свои идеи и методы как в организованных для него публичных лекциях, так и во время личных встреч с рядом математиков. Тогда же о потенциальном значении открытия стало известно журналистам, но ажиотаж вызвал недовольство Перельмана. После возвращения в Россию он отвечал на многочисленные вопросы зарубежных коллег по электронной почте.
В 2004—2006 годах проверкой результатов Перельмана занимались три независимые группы математиков:
- Брюс Кляйнер, Джон Лотт[англ.], Мичиганский университет;
- Чжу Сипин[англ.], Университет Сунь Ятсена, Цао Хуайдун[англ.], Лихайский университет;
- Джон Морган[англ.], Колумбийский университет, Тянь Ган, Массачусетский технологический институт.

Все три группы пришли к выводу, что гипотеза Пуанкаре полностью доказана, однако китайские математики, Чжу Сипин и Цао Хуайдун вместе со своим учителем Яу Шинтуном предприняли попытку представить Перельмана плагиатором, заявив, что они нашли «полное доказательство». От этого заявления они в дальнейшем отказались.
В декабре 2005 года Перельман ушёл с поста ведущего научного сотрудника лаборатории математической физики, уволился из ПОМИ и практически полностью прервал контакты с коллегами. Свою позицию он объяснил несогласием с организованным математическим сообществом и несправедливостью принимаемых ими решений.
В 2006 году в американском журнале «The New Yorker» была опубликована большая статья «Многообразная судьба» журналистов Сильвии Назар и Дэвида Грубера, которые прилетели в Санкт-Петербург и лично пообщались с Григорием Перельманом. В интервью Перельман объяснил причину расставания с математическим сообществом:

Чужаками считаются не те, кто нарушает этические стандарты в науке… Люди подобные мне — вот кто оказывается в изоляции… Разумеется, существует масса более или менее честных математиков. Но практически все они — конформисты. Сами они честны, но они терпят тех, кто таковыми не являются… Пока я оставался незаметным, у меня был выбор… Либо крепко всем насолить (NY — поднять шумиху по поводу нечистоплотных методов в науке), либо промолчать и терпеть отношение к себе как к домашней собачке. Теперь, когда я превратился в очень заметную персону, я не смогу и дальше молчать. Вот почему я был вынужден уйти.
Оригинальный текст (англ.)It is not people who break ethical standards who are regarded as aliens. <..> It is people like me who are isolated. <..> Of course, there are many mathematicians who are more or less honest. But almost all of them are conformists. They are more or less honest, but they tolerate those who are not honest. <..> As long as I was not conspicuous, I had a choice. <..> Either to make some ugly thing <..> or, if I didn’t do this kind of thing, to be treated as a pet. Now, when I become a very conspicuous person, I cannot stay a pet and say nothing. That is why I had to quit.
— Sylvia Nasar, David Gruber. Manifold Destiny. A legendary problem and the battle over who solved it. «The New Yorker»
В сентябре 2011 года стало известно, что математик отказался принять предложение стать членом Российской академии наук.
Никогда не был женат, детей не имеет. Проживает в Санкт-Петербурге в Купчино вместе с матерью. В прессе появлялись сообщения, что с 2014 года Григорий живёт в Швеции, однако позже выяснилось, что там он бывает эпизодически.

## Научный вклад
- Соавтор с Юрием Дмитриевичем Бураго и Михаилом Леонидовичем Громовым работы по пространствам А. Д. Александрова с ограниченными снизу кривизнами[42].
- В 1994 году доказал гипотезу о душе в дифференциальной геометрии[43].
- В 2002—2003 годах доказал гипотезу Пуанкаре и гипотезу геометризации.

## Признание
- В 1991 году присуждена премия «Молодому математику» Санкт-Петербургского математического общества за работу «Пространства Александрова с ограниченной снизу кривизной».
- В 1996 году была присуждена Премия Европейского математического общества для молодых математиков, но он отказался её получать[44].
- В 2006 году Григорию Перельману за решение гипотезы Пуанкаре присуждена международная премия «Медаль Филдса» (официальная формулировка при награждении: «За вклад в геометрию и его революционные идеи в изучении геометрической и аналитической структуры потока Риччи»), однако он отказался и от неё[45].
- В марте 2010 года Математический институт Клэя присудил Григорию Перельману премию в размере одного миллиона долларов США за доказательство гипотезы Пуанкаре[46], что стало первым в истории присуждением премии за решение одной из Проблем тысячелетия. В июне 2010 года Перельман проигнорировал математическую конференцию в Париже, на которой предполагалось вручение «Премии тысячелетия» за доказательство гипотезы Пуанкаре, а 1 июля 2010 года публично заявил о своём отказе от премии, мотивировав это следующим образом:

Я отказался. Вы знаете, у меня было очень много причин и в ту, и в другую сторону. Поэтому я так долго решал. Если говорить совсем коротко, то главная причина — это несогласие с организованным математическим сообществом. Мне не нравятся их решения, я считаю их несправедливыми. Я считаю, что вклад в решение этой задачи американского математика Гамильтона ничуть не меньше, чем мой.
Заметим, что такая публичная оценка заслуг Ричарда Гамильтона со стороны математика, доказавшего гипотезу Пуанкаре, может являться примером благородства в науке, так как, по оценкам самого Перельмана, сотрудничавший с Яу Шинтуном Гамильтон заметно замедлился в своих исследованиях, столкнувшись с непреодолимыми техническими трудностями.
- В сентябре 2011 года институт Клэя совместно с институтом Анри Пуанкаре (Париж) учредили должность для молодых математиков, деньги на оплату которой пойдут из присужденной, но не принятой Григорием Перельманом «Премии тысячелетия»[49].
- В 2011 году Ричарду Гамильтону и Деметриосу Кристодулу была присуждена т. н. Премия Шао по математике в размере 1 000 000 $, которую также иногда называют «Нобелевской премией Востока». Ричард Гамильтон был награждён за создание математической теории, которую затем развил Григорий Перельман в своих работах по доказательству гипотезы Пуанкаре. Известно, что Гамильтон данную награду принял[50].

## В СМИ и культуре
2006 год — журнал Science назвал доказательство теоремы Пуанкаре научным прорывом года. Это первая работа по математике, заслужившая такое звание.
2006 — Сильвия Назар и Дэвид Грубер опубликовали статью «Многообразная судьба», которая рассказывает о Григории Перельмане, его работе по доказательству гипотезы Пуанкаре, этических принципах в науке и математическом сообществе, а также содержит редкое интервью с ним самим. В статье уделено немалое место критике китайского математика Яу Шинтуна, который вместе со своими учениками пытался оспорить полноту доказательства гипотезы Пуанкаре, предложенного Григорием Перельманом.
2006 — газета The New York Times опубликовала статью Денниса Овербая (Dennis Overbye) «Scientist at Work: Shing-Tung Yau. The Emperor of Math». Статья посвящена биографии профессора Яу Шинтуна и скандалу, связанному с обвинениями в его адрес в попытках умалить вклад Перельмана по доказательству гипотезы Пуанкаре. В статье приводится неслыханный в математической науке факт — Яу Шинтун нанял адвокатскую фирму для защиты своей правоты и угрожал судебным преследованием своим критикам.
2007 — британская газета The Sunday Telegraph опубликовала список «Сто ныне живущих гениев», в котором Григорий Перельман занимает 9-е место. Кроме Перельмана, в этот список попали всего лишь 2 россиянина — Гарри Каспаров (25-е место) и Михаил Калашников (83-е место).
2007 — японская компания NHK сняла документальный фильм «Чары гипотезы Пуанкаре» о решении вековой проблемы.
2010 — популяризатор математики Алекс Беллос в газете The Guardian назвал Григория Перельмана среди десяти «математических гениев, чьи революционные открытия изменили наш мир».
2011 — книга Маши Гессен о судьбе Перельмана «Совершенная строгость. Григорий Перельман: гений и задача тысячелетия», основанная на многочисленных интервью с его учителями, одноклассниками, сослуживцами и коллегами. Учитель Перельмана Сергей Рукшин критически отозвался о книге.
2011 — российский Forbes представил список десяти самых известных в мире учёных российского происхождения, а в 2017 году — сотни наиболее влиятельных россиян столетия (с 1917 по 2017 годы), где был и Перельман.
2014 — на Новой сцене Александринского театра в Санкт-Петербурге предварительный показ спектакля Веры Поповой по мотивам истории Григория Перельмана (по пьесе «Затворник» польского драматурга Михаила Пабиана).
2015 — пьеса «Сингулярность от Артемия», написанная Константином Кузнецовым по мотивам истории Григория Перельмана, вошла в лонг-лист Международного конкурса русскоязычной драматургии «Действующие лица 2015».
2017 — новелла по мотивам отказа Перельмана от медали Филдса (фр. Les refus de Grigori Perelman под авторством Philippe Zaouati, в английском переводе англ. Perelman’s Refusal: A Novel).
2017 — в фильме «Одарённая» упомянут как выдающийся математик, сумевший решить одну из семи знаменитых математических загадок.
2023 — анонсирован выход в свет российского художественного фильма «Витринный экземпляр», биографической драмы режиссёра Андрея Григорьева о Григории Перельмане; главную роль в фильме исполнит Марк Эйдельштейн.

## Факты
- В своей работе «Формула энтропии для потока Риччи и её геометрические приложения» (англ. The entropy formula for the Ricci flow and its geometric applications[71]) Григорий Перельман не без юмора скромно указывает, что его работа частично финансировалась за счёт личных сбережений, сэкономленных во время его посещений Курантовского института математических наук, Университета штата Нью-Йорк (SUNY) и Калифорнийского университета в Беркли, и благодарит организаторов этих поездок. В то же время официальным математическим сообществом выделялись миллионные гранты для отдельных исследовательских групп для того, чтобы понять и проверить работы Перельмана[72].
- Когда член комитета по найму в Стэнфордском университете попросил у Перельмана C.V. (резюме), а также рекомендательные письма, Перельман воспротивился:Если они знают мои работы, им не нужно мое C.V. Если они нуждаются в моем C.V., они не знают мои работы[73].
- Статья Manifold Destiny была замечена Владимиром Арнольдом, предложившим перепечатать её в московском журнале «Успехи математических наук», где он был членом редколлегии. Главный редактор журнала Сергей Новиков ответил ему отказом. По мнению Арнольда, отказ был связан с тем, что главный редактор журнала опасался последствий со стороны Яу, так как тоже работал в США[74].
- В честь Григория Перельмана был назван астероид (50033) Перельман.